# 정성기 (과학자)
정성기(1945년 12월 15일, 안동 ~ )는 대한민국의 화학자이다.

## 학력
- 1968년 : 연세대학교 학사
- 1972년 : 일리노이 대학교 박사

## 경력
- 포항공과대학교 교수
- 포항공과대학교 총장

## 수상 내역
- 한국과학기술한림원 회원